# Caryophyllia pauciseptata
Caryophyllia pauciseptata is een rifkoralensoort uit de familie Caryophylliidae. De wetenschappelijke naam van de soort is voor het eerst geldig gepubliceerd in 1932 door Yabe & Eguchi.